# Hemp Museum Gallery
Le Hash Marihuana & Hemp Museum est un musée situé à Barcelone et consacré à la culture du cannabis,. 

## Édifice
Le musée est situé au Palau Mornau, la demeure a été construite par la noble famille Santcliment au XVIe siècle et se trouve au cœur du quartier gothique de Barcelone. À la fin du XVIIIe siècle, Josep Francesc Mornau, commissaire honoraire de la guerre de l'armée royale, a racheté le palais et l'a réformé. Au début du XXe siècle, Lluís de Nadal Artós, neveu du maire de Barcelone, Josep Maria de Nadal Vilardaga, hérita la maison et commanda à l'architecte moderniste Manuel Raspall, un agrandissement et une profonde refonte qui mit en évidence le fer forgé ainsi que les vitraux, en particulier la tribune principale  extérieure du premier étage. À l'intérieur, la prédominante cheminée du grand salon, les plafonds dorés à l’or fin, la marqueterie des parquets boisés, le patio andalou et sa fantastique verrière au plomb qui surplombe l’entrée principale  tous ces détails art nouveau font le charme de ce musée.

## Histoire
En  1985, l’entrepreneur néerlandais Ben Dronkers fonde le Hash Marihuana & Hemp Museum à Amsterdam, le primer musée au monde dédié au cannabis, plus tard il ouvrit une deuxième réplique du musée à Barcelone. Les deux musées racontent le passé, le présent et le futur d’une plante, le cannabis. Le musée de Barcelone est inauguré le 9 mai 2012.

## Collection
La collection permanente présente plus de 8 000 pièces en relation avec le chanvre. De la culture à la consommation, des rituels anciens à la médecine moderne, tous les aspects de cannabis dans la culture humaine sont représentés d'une manière ou d'une autre.